# Partits polítics de Somalilàndia
Somalilàndia té un sistema polític en què la constitució restringeix la participació a un màxim de tres partits, norma relaxada el 2011 després d'una votació al parlament. Tot i que els partits definits per regió o clan estan tècnicament prohibits, les afiliacions a partits i clans sovint coincideixen.
- Kulmiye (Kulmiye Nabad, Midnimo iyo horumar, Partit de la Pau, la Unitat i el Desenvolupament) també conegut com a Solidaritat, Reunió i Unió i Desenvolupament. El seu fundador fou Ahmed Mohamed Mohamoud Silanyo, president (1984-1990) del Moviment Nacional Somali.
- Waddani El Partit Nacional de Somalilàndia (Xisbiga Waddani, Partit Patriòtic), de vegades denominat Partit Nacional de Waddani i més conegut per la seva forma somalí abreujada Waddani, va ser fundat per Abdirahman Mohamed Abdullahi Irro el 2012.
- Partit per la Justícia i el Desenvolupament (Ururka Caddaalada iyo Daryeelka) també conegut com a Partit de la Justícia i el Benestar. El president és Faysal Ali Warabe.

El Partit Democràtic d'Unitat Popular (Ururka dimuqraadiga ummadda bahawday, conegut com a Partit de l'Aliança Popular Democràtica, Partit d'Unitat Popular Democràtica i Partit de l'Aliança Nacional Democràtica, presidit per Dahir Riyale Kahin es va dissoldre en 2011.
Fins a les eleccions locals del 2002 existien nombrosos partits. Entre 20 i 30. Les eleccions del 2002 tenien dos proposits: elegir els càrrecs municipals de 23 districtes de les sis regions (els quals elegien a l'alcalde) i determinar quins eren els tres partits més gran que conforme a la constitució podrien participar en les següents eleccions (per accedir a la condició de partit constitucional calia obtenir almenys el 20% dels vots en quatre de les sis regions, els tres més propers a aquesta condició obtenien el dret a participar en les futures eleccions). Els principals partits que existien el 2002 eren:
- UDUB - Partit Democràtic d'Unitat Popular
- KULMIYE - Partit de la Pau, la Unitat i el Desenvolupament
- UCID - Partit per la Justícia i el Desenvolupament
- SAHAN - Reconeixement
- HORMOOD - Avantguarda
- ASAD - Salvació i Desenvolupament
- ILESKY (no va participar)